# 談詩玲
談詩玲（1968年3月9日—），本名黃詩玲，臺灣臺語流行音樂歌手，2016年出道，隸屬豪記唱片旗下，曾發行多張臺語專輯。

## 簡歷
黃詩玲，17歲曾參加《五燈獎》比賽，四度三關敗給蔡小虎遭淘汰。2013年至2014年以本名參加歌唱比賽節目，曾參加《超級歌喉讚》（第8集）、《Super Star 我要當歌手》（第43、71—73集）。
2016年於嘉揚多媒體接受正規歌唱訓練，以藝名「談詩玲」出版專輯《圓夢》，並找來袁小迪、蔡小虎各對唱一首歌。2017年轉換至豪記唱片，後發行多張專輯，於《陪伴阮身邊》、《大阪小雨》、《無心石》、《贏過人生》、《返來啦咱的愛》等專輯中有與楊哲對唱的歌曲。

## 個人生活
2020年7月談詩玲接受媒體訪問透露，她先生為八大行業業者，經營多家酒店，兩人約於1990年結婚，有一個兒子25歲，一個女兒19歲。2021年搬進臺北市大直別墅。

## 音樂作品

### 臺語專輯
| 發行日期       | 專輯名稱         | 唱片公司   | 曲目 |
| 2016年4月29日  | 《圓夢》         | 嘉揚多媒體 | 曲目 1. 為你憂．為你愁 2. 認定（ft.袁小迪） 3. 夢伊．想伊 4. 情寄何方 5. 寸步難行 6. 墜落愛情網 7. 只有你 8. 點燈火無快找（ft.蔡小虎） 9. 紅花香 10. 圓夢 |
| 2017年7月4日   | 《陪伴阮身邊》   | 豪記唱片   | 曲目 1. 破碎心嘛無人管 2. 陪伴阮身邊（ft.楊哲） 3. 愛甲這呢雄 4. 心的鎖匙 5. 虎頭埤之戀 6. 有夢一路陪 7. 今夜呼阮為你醉 8. 有外愛                         |
| 2018年6月5日   | 《溪中月》       | 豪記唱片   | 曲目 1. 無你那有我 2. 溪中月 3. 疼入心 4. 有淚的女人 5. 心甘還有我 6. 愛情一陣雨 7. 初雪                                                                  |
| 2018年12月20日 | 《月情思曲》     | 美樂帝音樂 | 曲目 1. 流雲調 2. 小河歲月 3. 眾神請了 4. 褪色的批 5. 青衣（ft.林姿吟） 6. 月娘的珠淚 7. 沒你那有我                                                       |
| 2019年8月16日  | 《大阪小雨》     | 豪記唱片   | 曲目 1. 女人一片天 2. 大阪小雨（ft.楊哲） 3. 有愛有痛 4. 一首情歌 5. 定情東海岸 6. 憨甲這呢真 7. 風中的愛情 8. 幸福相送                                   |
| 2020年7月9日   | 《無心石》       | 豪記唱片   | 曲目 1. 天地有安排 2. 無心石（ft.楊哲） 3. 一欉情花一個夢（ft.楊哲） 4. 醉落紅塵 5. 台北恰恰 6. 心酸的月光 7. 無你怎樣活 8. 女人啊女人                    |
| 2021年10月5日  | 《夜芙蓉》       | 豪記唱片   | 曲目 1. 迷魂酒杯 2. 夜芙蓉 3. 甘是錯愛 4. 我的愛叫心痛 5. 幸福滿滿滿 6. 吧檯戀情 7. 虛情假愛 8. 落雪                                                      |
| 2022年6月10日  | 《贏過人生》     | 豪記唱片   | 曲目 1. 贏過人生 2. 自古多情（ft.楊哲） 3. 望你回頭 4. 想著你的香水味 5. 勇敢人生路 6. 留戀將軍港 7. 往事啊往事 8. 感謝乎我愛過你                         |
| 2023年4月21日  | 《返來啦咱的愛》 | 豪記唱片   | 曲目 1. 啵啵跳 2. 返來啦咱的愛（ft.楊哲） 3. 堅強的玫瑰 4. 一刀兩斷 5. 女人青春 6. 癡心戀 7. 不要想你 8. 南風                                             |
| 2024年9月12日  | 《追夢的人》     | 豪記唱片   | 曲目 1. 追夢的人 2. 愛了太深（ft.鄔兆邦） 3. 上野月台 4. 牽豬弟 5. 雨傘 6. 怭恂的心 7. 螺陽橋下 8. 酒解愁                                                 |

## 外部連結
- 談詩玲Kelly的Facebook專頁
- 談詩玲的Instagram帳戶